# Gueorgui Babakin
Gueorgui Nikoláyevich Babakin (en ruso: Гео́ргий Никола́евич Баба́кин; Moscú, 13 de noviembre de 1914–3 de agosto de 1971) fue un ingeniero soviético que trabajó en el programa espacial de su país. Fue el diseñador jefe de la Agencia Lavochkin desde 1965 hasta su muerte.

## Historia
Babakin inició su carrera en la ingeniería radiofónica, empezando con un trabajo en la compañía telefónica en Moscú en 1930, desarrollando una red radiofónica urbana. De 1943 a 1949, trabajó en sistemas de radar en el Instituto de Automatización (VSNITO), donde llegó a ser ingeniero jefe .
Participó en el programa espacial soviético a partir de 1949, trabajando en la división de Boris Chertok de la NII-88, dedicado al desarrollo de misiles tierra-aire y a sus sistemas de puntería. En 1952, formó parte del grupo transferido a la Agencia OBK-301 de Lavochkin, para trabajar en el misil de crucero intercontinental Burya y en el misil antiaéreo V-300.
En 1960, Lavochkin murió durante la demostración de una aeronave (literalmente, murió en los brazos de Babakin), y la agencia fue absorbida por la dirección de Vladímir Cheloméi, aunque volvió a ser independiente otra vez en 1965, con Babakin como su diseñador en jefe. Serguéi Koroliov decidió que Babakin se hiciera cargo de las sondas lunares y planetarias automáticas, para poder él mismo centrar su atención en el proyecto N-1 (consistente en el aterrizaje de una nave tripulada en la Luna).
Babakin se hizo cargo de la renovada Agencia "NPO Lavochkin", incorporando procesos de ingeniería muy mejorados; y alcanzando una serie de notables éxitos (como el primer alunizaje suave protagonizado por la nave Luna 9, o la primera sonda en la atmósfera de Venus, la Venera 4) donde la agencia de Koroliov había fallado.
Babakin murió poco antes de la conclusión de las naves espaciales Mars 2 y Mars 3. Su agencia continuó con una serie de éxitos impresionantes, como los primeros y únicos rovers (vehículos de exploración automática) Lunares, aterrizajes sobre Venus y regreso de muestras de rocas de la Luna mediante equipos robóticos. Una división de investigación de la Agencia NPO Lavochkin lleva el nombre de Babakin en su honor, continuando el diseño y construcción de aeronaves espaciales.

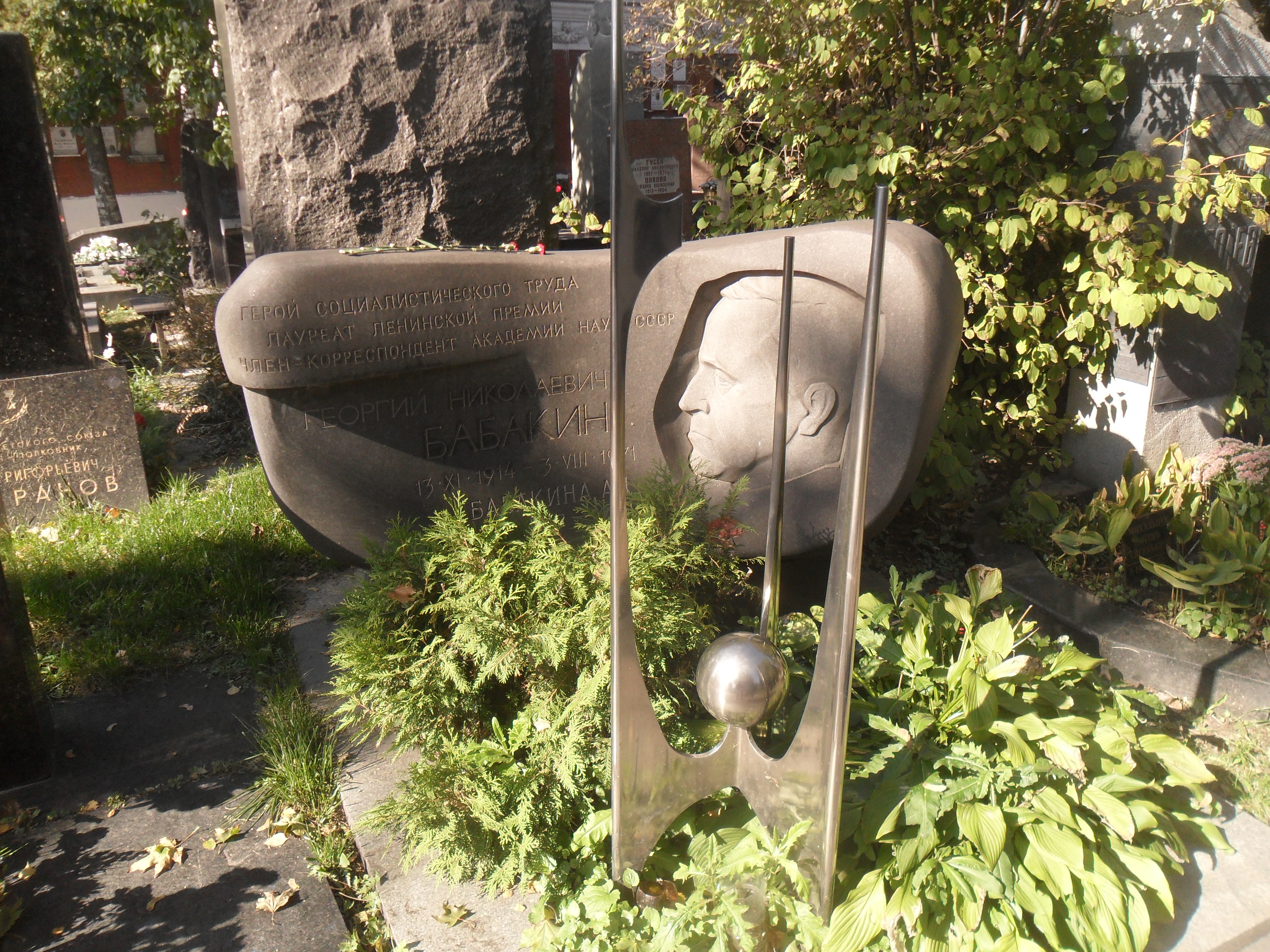
Tumba de Babakin en el cementerio de Novodevichy de Moscú.

## Reconocimientos
- El cráter lunar Babakin lleva este nombre en su honor.
- El cráter marciano Babakin también lleva el nombre del ingeniero ruso.